# Valoració àcid-base
Una valoració àcid-base o titulació àcid base és una tècnica emprada en química analítica amb l'objectiu de determinar la concentració d'un àcid o d'una base en una dissolució, mitjançant l'addició d'increments mesurats de volums d'una dissolució estandarditzada, o dissolució valorant, d'una base o d'un àcid, respectivament, que reaccionen segons una reacció de neutralització.
Si HA és un àcid, la qual concentració en una dissolució aquosa és desconeguda, es valora amb una dissolució valorant d'una base BOH, la reacció que té lloc, en el marc de la teoria àcid-base d'Arrhenius, es pot representar mitjançant l'equació:
En funció de la dissolució valorant es diferencien acidimetries i alcalimetries, emprades per valorar dissolucions de concentracions desconegudes de bases i àcids, respectivament. Per exemple es pot determinar la concentració d'àcid clorhídric en una dissolució emprant una alcalimetria on el valorant sigui una dissolució de concentració coneguda d'hidròxid de sodi:

## Utillatge de laboratori necessari

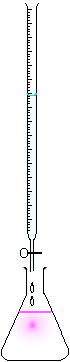
Bureta i matràs Erlenmeyer durant una valoració

Per a la realització d'una volumetria àcid-base cal emprar el següent material:
1. Matràs Erlenmeyer: Dins aquest matràs de forma cònica té lloc la reacció de neutralització. S'hi diposita un volum determinat de mostra de concentració desconeguda i unes gotes de dissolució d'indicador àcid-base. Habitualment també s'hi afegeix un cert volum d'aigua destil·lada amb l'objectiu d'incrementar el volum total de la dissolució i observar millor els canvis de color que s'hi produeixen. Aquest volum no afecta els càlculs i no cal mesurar-lo.
2. Pipeta aforada: Amb aquest instrument es diposita dins el matràs Erlenmeyer un volum de la dissolució de concentració desconeguda mesurat de forma molt precisa.
3. Bureta: La bureta s'omple de dissolució valorant, o sigui la dissolució de concentració coneguda, i amb ella s'addicionen petits volums, gota a gota, dins l'Erlenmeyer amb l'objectiu de neutralitzar la dissolució de concentració desconeguda.
4. Elèctrode de vidre: L'addició de gotes d'indicador àcid-base es pot substituir per la introducció dintre de la dissolució d'un elèctrode de vidre connectat a un potenciòmetre (pH-metre), la qual cosa incrementa la precisió de la tècnica i permet la seva automatització.